# Маріка лісова
Ма́ріка лісова (Cinnyris johannae) — вид горобцеподібних птахів родини нектаркових (Nectariniidae). Мешкає в Західній і Центральній Африці.

## Підвиди
Виділяють два підвиди:

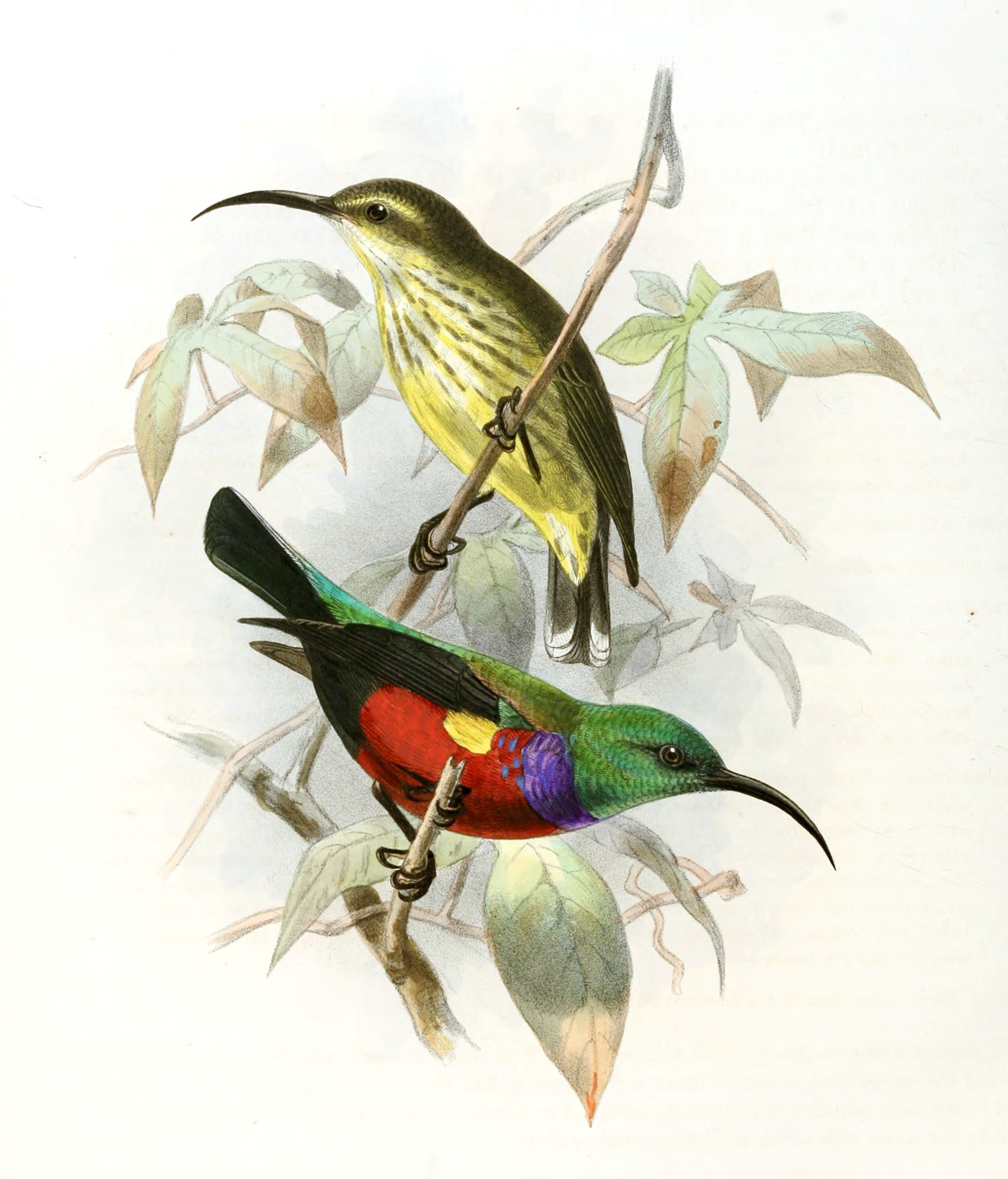
Лісові маріки

- C. j. fasciatus (Jardine & Fraser, 1852) — від Сьєрра-Леоне до Беніну;
- C. j. johannae Verreaux, J & Verreaux, É, 1851 — від південної Нігерії і південного Камеруну до північного сходу ДР Конго і північно-західної Анголи.

## Поширення і екологія
Лісові маріки живуть у вологих рівнинних тропічних лісах, в садах і на плантаціях.